# The Sicilian Defence
(Alan Parsons)

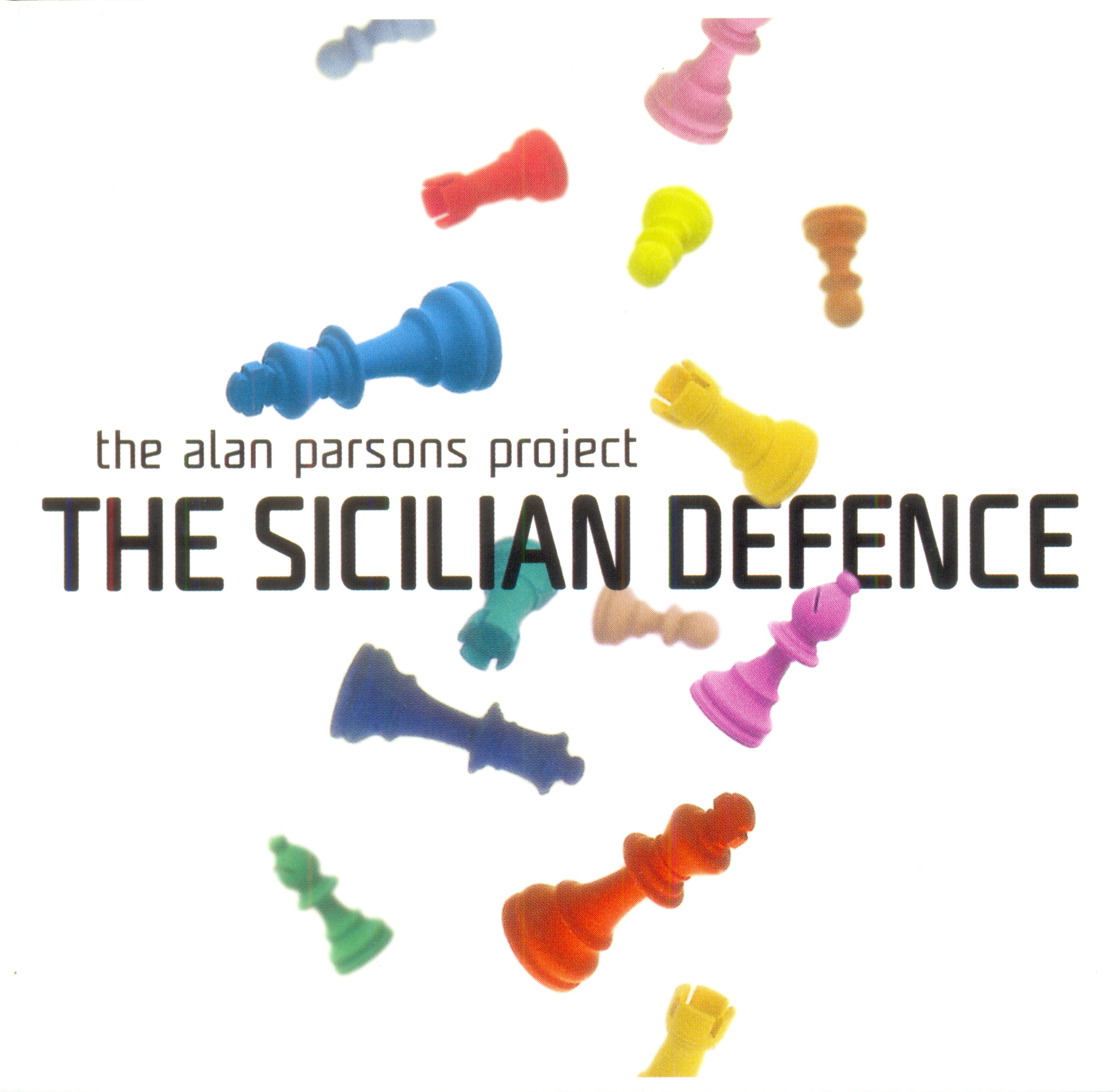

The Sicilian Defence è l'undicesimo album di inediti del gruppo progressive rock britannico The Alan Parsons Project, pubblicato il 31 marzo del 2014 dalla Sony Music tramite la RCA Records all'interno del cofanetto intitolato The Complete Albums Collection.

## Descrizione
Avrebbe dovuto essere il quinto in ordine cronologico (il quarto album pubblicato dall'Arista Records). Ma la stessa etichetta lo rifiutò perché non soddisfatta del materiale ascoltato. Il fatto particolare è che fu proprio la stessa a volere che fosse registrato e pubblicato un disco all'anno. Subito dopo il duo ri-stipulò un nuovo accordo con la casa discografica e, nel 1980 fu pubblicato The Turn of a Friendly Card.

## Curiosità
- Il titolo prende il nome da uno schema scacchistico: la seconda mossa della partita che l'avversario può aprire scegliendo, appunto, la "difesa siciliana"[3]. I titoli delle tracce sono i movimenti operabili sulla scacchiera[3].
- Una traccia venne inclusa come bonus track nella versione rimasterizzata del quarto album in studio Eve[3].

## Tracce
Musiche di Eric Woolfson.
1. P-K4 – 4:59
2. P-QB4 – 6:22
3. Kt-KB3 – 3:08
4. ...Kt-QB3 – 1:15
5. P-Q4 – 3:55
6. PxP – 3:28
7. KtxP – 4:02
8. Kt-B3 – 0:54
9. Kt-QB3 – 8:16
10. P-Q3 – 3:30